# Richard R. Conger
Richard Russell Conger (* 15. April 1921 in Detroit, Michigan; † 9. Oktober 2003 in Ijamsville, Maryland) war ein US-amerikanischer Fotograf auf dem Gebiet der Luftbild- und Unterwasserfotografie.

## Leben
Conger war der Sohn des Elektrikers Richard Oscar Conger und dessen Frau Ruth. Seine Eltern ließen sich scheiden, als er noch ein kleines Kind war. Im Jahr 1938 verpflichtete sich Conger bei der United States Navy. Er gehörte dort zu einer fünfköpfigen Gruppe, die von Mitarbeitern für die Wochenschau- und Dokumentarfilmreihe The March of Time das Filmhandwerk erlernten. Darüber hinaus war Conger zeitweilig für die Zeitschrift Life tätig. Im Zweiten Weltkrieg war er an der Erstellung und orthofotographischen Auswertung von Luftaufnahmen von Pazifikinseln und vom japanischen Festland beteiligt.
Bei der Operation Windmill (1947–1948) in die Antarktis fiel im Rang eines Chief Photographers Mate die Luftbildfotografie erneut in seinen Zuständigkeitsbereich. Er spezialisierte sich zudem auf dem Gebiet der Unterwasserfotografie sowie in der Bilderstellung unter Kaltwetterbedingungen. Ferner war er bei der Errichtung astronomischer Beobachtungsstationen von der Kaiser-Wilhelm-II.-Küste bis zur Budd-Küste behilflich.
1947 gehörte er zu den zwei Männern, welche das seit 1917 verlassene Basislager der Nimrod-Expedition (1907–1909) des britischen Polarforschers Ernest Shackleton am Fuß von Mount Erebus auf der Ross-Insel wiederentdeckten. Zudem war er maßgeblich an der Rettung von sechs Überlebenden des Absturzes einer Martin PBM Mariner auf der Thurston-Insel beteiligt.
In späteren Jahren war Conger in der Arktis, in Vietnam und in Hollywood tätig, wie beispielsweise für den Film Froschmänner aus dem Jahr 1951 mit Richard Widmark in der Hauptrolle. Zum Jahreswechsel 1957/1958 kehrte er zur Errichtung der ersten Amundsen-Scott-Südpolstation noch einmal in die Antarktis zurück. 1967 ließ er sich in Maryland nieder und schied zwei Jahre später aus dem Dienst bei der United States Navy im Rang eines Lieutenant aus. Für seine Verdienste wurde er mit der Air Medal ausgezeichnet. Zudem trägt der Conger-Gletscher in der Antarktis seinen Namen. Im Zivilleben arbeitete er unter anderem 1974 an Mikroformen für die National Archives und führte auf diesem Gebiet zwischen 1981 und 1986 mit Conger Consultants ein eigenes Unternehmen.
1998 starb Congers Ehefrau Eleanor, mit der er seit 1943 verheiratet war. Aus der Ehe gingen drei Kinder hervor. Er starb im Oktober 2003 im Alter von 82 Jahren an den Folgen einer Erkrankung an Darmkrebs. Sein Grab befindet sich auf dem Nationalfriedhof Arlington.